# 畢沢宇
畢 沢宇（ひつ たくう）は中華民国の軍人・政治家。祖籍は河北省寧津県（現在は山東省に属する）。

## 事跡
15歳で長春府中学を卒業する。1911年（宣統3年）冬に、辛亥革命の間隙を衝いて黒竜江省で仲間たちと挙兵してハルビンを占領しようとしたが、失敗して獄に入れられた。
翌年釈放され、奉天公立法政学校に入学した。1915年（民国4年）卒業後、呉佩孚の下で参議処処長をつとめた。しかし、呉が中国国民党の北伐に敗北して下野すると、畢沢宇もやはり下野した。
1937年（民国26年）に日中戦争（抗日戦争）が勃発すると、畢沢宇は冀南で遊撃隊を組織した。1939年（民国28年）2月、察哈爾省政府委員兼民政庁長（当時の主席は石友三）に抜擢されている。4月、重慶に赴き、国民党中央訓練班第3期で訓練を受けた。
1940年（民国29年）12月、国民革命軍第69軍軍長に任ぜられる。さらに翌年8月まで代理察哈爾省政府主席となった。1943年（民国32年）5月、河北省政府委員に任ぜられている。
日中戦争勝利後は吉林省臨時参議会議長となった。1948年（民国37年）3月には行憲国民大会代表に当選する。8月、ハルビン市市長に任ぜられた。国共内戦で国民党が敗北すると台湾に逃れ、引き続き国民大会代表を務めている。
1968年（民国57年）1月8日、台北市で死去。享年76。